# Sonneratiaceae
Famille
Classification APG II (2003)
Classification APG III (2009)
Les Sonneratiaceae (ou Sonneratiacées en français) sont une famille de plantes à fleurs dicotylédones de l'ordre des Myrtales. Elle comprend sept espèces réparties en deux genres : Duabanga et Sonneratia L.f..
Ce sont des arbustes ou des lianes, à feuilles parcheminées, des zones tropicales, principalement en Afrique, à Madagascar, en Malaisie, Australie et dans les îles du Pacifique.
Le genre Sonneratia est un des constituants de la mangrove.
Pour la classification phylogénétique, cette famille est incorporée aux Lythraceae.
Le nom de cette famille a été dédié au naturaliste-voyageur Pierre Sonnerat (1745-1814).